# Кіт Саймон
Кі́т Са́ймон (прибл. 1947 — 28 листопада 1949) — корабельний кіт з військового шлюпа «Аметист» (англ. HMS Amethyst) Королівського флоту Великої Британії. Відомий як кіт, що у 1949 році під час інциденту на Янцзи отримав вищу військову нагороду Великої Британії для тварин після того, як вижив після поранення артилерійським снарядом, підняття бойового духу екіпажу і знищення щурячої навали під час своєї служби.

## Життєпис

### Походження
Саймона знайшов 17-річний матрос Джордж Гікінботтом, член екіпажу британського фрегата HMS Amethyst, що базувався в Британському Гонконзі наприкінці 1940-х років. Знайшовши його, коли Гікінботтом блукав верфями, він тайно проніс виснаженого і нездорового кота на корабель у березні 1948 року. На той час вважалося, що Саймону було близько року.

### Служба
Незабаром Саймон здобув прихильність екіпажу та офіцерів, особливо тому, що той майстерно виловлював і вбивав щурів на нижніх палубах корабля. Кіт, що став щасливим талісманом команди, швидко здобув репутацію нахаби, залишаючи подарунки у вигляді мертвих щурів у ліжках моряків і у кашкеті сплячого капітана. У 1948 році командира корабля Яна Гріффітса змінив лейтенант-командор Бернард Скіннер, який прийняв Саймона як наступник.
Невдовзі після призначення Скіннера командиром, корабель вирушив угору річкою Янцзи до Нанкіна, аби замінити там черговий корабель HMS Consort. На півдорозі до пункту призначення корабель був атакований китайською батареєю польових гармат Народно-визвольної армії Китаю. Один з перших снарядів пробив каюту капітана, серйозно поранивши Саймона.
Згодом командир корабля Скіннер помер від отриманих поранень, а тяжко поранений кіт виповз на палубу і був доставлений до медичного відсіку корабля, де йому промили опіки і видалили чотири осколки. Не дивлячись на всі процедури, ніхто не сподівався на те, що тварина доживе до ранку. Натомість Саймону вдалося вижити, і після одужання він повернувся до своїх службових обов'язків. 
Під час стоянки на річці Янцзи корабель заполонили щури, яких Саймонс активно винищував, а також піднімав бойовий дух моряків. Після повернення з Китаю кіт миттєво став знаменитістю, йому присвячували статті в британських і світових газетах. Саймон отримав «Хрест Вікторії для тварин» і вищу військову нагороду Великої Британії для тварин — медаль Марії Дікін. Станом на 2020 рік Саймон — єдиний кіт, що отримав цю нагороду. Його також було нагороджено «Синім хрестом», медаллю «За військово-морську службу» і присвоєнням звання «кота першого класу» (англ. able seacat), тотожне званню матросу першого класу (англ. able seaman, дос. «вправний моряк») після того, як той позбувся особливо злісного щура, відомого як Мао Цзедун.
Саймону писали листи, яких було настільки багато, що лейтенант корабля Стюарт Гетт був призначений «котячим офіцером», що відповідав за поштові відправлення Саймона. У кожному порту, де зупинявся «Аметист» на шляху додому, Саймону віддавали шану, а у Плімуті йому було влаштовано особливий прийом. Однак, як і всі тварини, що потрапляють на територію Великої Британії, Саймон підпадав під дію карантинних правил, і його негайно відправили до притулку для тварин у графстві Суррей.

### Смерть

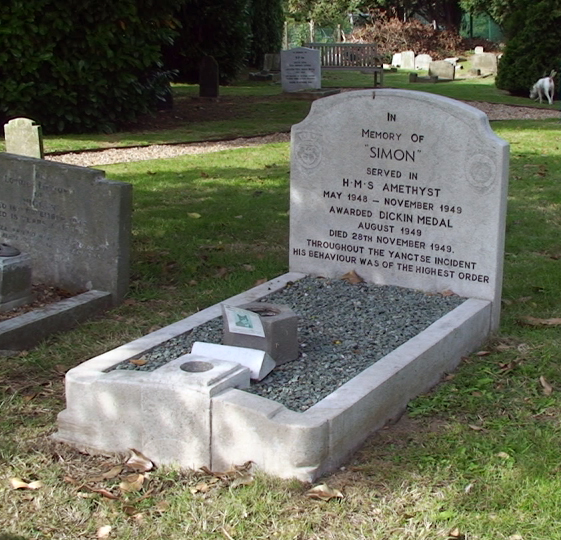
Місце поховання кота Саймона на кладовищі домашніх тварин в Ілфорді

Перебуваючи на карантині, Саймон заразився вірусом і, незважаючи на увагу медичного персоналу та тисяч доброзичливців, помер 28 листопада 1949 року від ускладнення вірусної інфекції, спричиненої його бойовими пораненнями. Сотні людей були присутні на його похороні на кладовищі домашніх тварин в Ілфорді — передмісті Лондона. Команда шлюпа «Аметист», що в повному складі була присутня на похованні, віддала корабельному коту Саймону останню шану перед могильною плитою, на якій викарбувано напис:
|  | В пам'ять про Саймона, що служив на кораблі Його Величності «Аметист» з травня 1948 по листопад 1949, нагородженого медаллю Марії Дікін у серпні 1949, померлого 28 листопада 1949. Під час інциденту на річці Янцзи Він тримався гідно. Оригінальний текст (англ.) IN MEMORY OF "SIMON" SERVED IN H.M.S. AMETHYST MAY 1948 — NOVEMBER 1949 AWARDED DICKIN MEDAL AUGUST 1949 DIED 28TH NOVEMBER 1949. THROUGHOUT THE YANGTSE INCIDENT HIS BEHAVIOUR WAS OF THE HIGHEST ORDER |

## Увічнення пам'яті
- Про події на річці Янцзи у 1957 році було знято фільм «Інцидент на Янцзи» (англ. «Yangtse Incident»), в якому в ролі Саймона був задіяний його наступник з шлюпа «Аметист» — Саймон II.